# Matthew Walker
Matthew Paul Walker, född 1973, är en engelsk vetenskapsman och professor i neurovetenskap och psykologi vid University of California, Berkeley. Som akademiker har Walker fokuserat på sömnens inverkan på människors hälsa.
Han har bidragit till många vetenskapliga forskningsstudier.
Walker blev en offentlig intellektuell efter publiceringen av Sömngåtan, hans första populärvetenskapliga verk, 2017. Det blev en internationell bästsäljare.